# ヌメニオス
アパメアのヌメニオス（ギリシャ語: Νουμήνιος ὁ ἐξ Ἀπαμείας, Noumēnios ho ex Apameias; 羅: Numenius Apamensis）はギリシャ人哲学者。シリアのアパメアとローマに住んだ。2世紀後半に活動した。新ピタゴラス主義者、中期プラトン主義者にして新プラトン主義の先駆者。